# Рипосто
Рипо̀сто (на италиански: Riposto, на сицилиански Ripostu, Рипосту) е пристанищен град и община в Южна Италия, провинция Катания, автономен регион и остров Сицилия. Разположен е на брега на Йонийското море. Населението на общината е 14 007 души (1 януари 2023).